# Hrant Dink
Hrant Dink (* 15. September 1954 in Malatya, Türkei; † 19. Januar 2007 in Istanbul, Türkei; armenisch Հրանտ Դինք, in westarmenischer Aussprache [hǝ'ɹand tʰiŋkʰ], in der in Armenien üblichen ostarmenischen Aussprache [hǝ'ɹant diŋkʰ]; amtlich Fırat Dink) war ein Armenier mit türkischer Staatsbürgerschaft, Journalist und einer der Herausgeber der in Istanbul erscheinenden zweisprachigen Wochenzeitung Agos. Der von nationalistischen Kräften in Gesellschaft und Justiz jahrelang verfolgte Redakteur wurde auf offener Straße erschossen.

## Leben
Dink wurde als Christ in der Armenischen Apostolischen Kirche erzogen und wuchs nach der Trennung seiner Eltern in armenischen Waisenhäusern auf. Er wird für die Winter in das armenische Waisenhaus Gedikpaşa in Istanbul geschickt. Die Sommer ist er im Kamp Armen, einem armenischen Waisenhaus, in der Istanbuler Gemeinde Tuzla. Als Jugendlicher spielte er beim Istanbuler Verein Taksim SK Fußball. Bereits als Kind hilft er beim Aufbau des Hauses Kamp Armen. Dort lernt er auch seine spätere Frau Rakel, eine kurdische Armenierin, kennen und mit der er die Leitung des Hauses übernimmt. Dink studierte Zoologie und Philosophie und war als Student politisch links engagiert, weswegen er nach dem Putsch von 1980 dreimal verhaftet wurde. Er saß mehrere Monate im Gefängnis und erhielt jahrelang keinen Pass von den türkischen Behörden. Sein Leben änderte sich, als Mitte der 1980er Jahre der türkische Staat das Kamp Armen beschlagnahmte. Es wurde wie tausende andere christliche Stätten (darunter Kirchen, Krankenhäuser und Schulen) konfisziert, in diesem Fall unter dem Vorwand, die armenische Kirche habe das Grundstück illegal gekauft. Daraufhin gründete er mit seinen Brüdern eine Buchhandlung und begann sich journalistisch zu betätigen. Buchrezensionen schrieb er meist unter dem Pseudonym Çutak (Violine). 1996 gründete er mit einigen Freunden die armenische Zeitung Agos, in der politisch heikle Themen offen diskutiert werden, und zwar in zwei Sprachen, Armenisch und Türkisch. Im Jahr 2004 wurde in der Agos eine Recherche veröffentlicht, nach der Sabiha Gökçen, die Adoptivtochter des türkischen Staatsgründers Mustafa Kemal Atatürk, ein armenisches Waisenkind war. Aufgrund dessen bezichtigte das Generalsekretariat des türkischen Generalstabs die Agos der „Beleidigung des Türkentums“.
Hrant Dink wurde wegen Artikeln in der Agos vielmals vor Gericht gestellt, mehrfach wegen „Beleidigung des Türkentums“ gemäß Art. 159 Abs. 1 tStGB a. F. So wurde er 2005 angeklagt, nachdem er in einer achtteiligen Artikelserie über das Verhältnis der Armenier zu den Türken geschrieben hatte. Anstoß erregte vor allem folgende Passage: „Das edle Blut, welches das von den Türken abströmende, giftige Blut ersetzen wird, ist in denjenigen Adern enthalten, die die Armenier zusammen mit Armenien erschaffen werden“. Hrant erklärte, dieser Satz sei aus dem Zusammenhang gerissen; er habe die Diaspora-Armenier dazu aufrufen wollen, sich von ihrem Hass auf die Türken zu befreien, der ihr Blut vergifte, und dieses „vergiftete Blut“ durch das „reine Blut“ einer normalen Beziehung zu ihrer armenischen Heimat zu ersetzen. Der umstrittene Satz stand auch im Mittelpunkt der Argumentation der Gerichte, wie Zekai Dağaşan in seiner 2015 veröffentlichten juristischen Dissertation analysiert hat. Die Richter des Kassationshofes sahen für ihn zwei Deutungsmöglichkeiten, entweder, „dass das türkische Blut giftig ist“ – was für die öffentliche Empörung gesorgt hatte –, oder „dass das armenische Blut durch einen türkischen Einfluss vergiftet worden ist, nicht notwendigerweise aber, dass das türkische Blut selbst giftig ist“. Obwohl sie diese Mehrdeutigkeit anerkannten, sahen die Richter sowohl der ersten Instanz als auch des Kassationshofs in seiner Revision den Straftatbestand als erfüllt an, da diese Passage einen Ausspruch Atatürks („Die Kraft, die ihr benötigt, ist in dem edlen Blut enthalten, das in euren Adern fließt“) bewusst entstellt habe. Dagegen argumentierten in einem Sondervotum zwei dem urteilenden Senat des Kassationshofs angehörende Richter, Osman Şirin und Muvaffak Tatar, die Passage sei im Kontext der gesamten Artikelserie zu lesen; der Zweck der Blut-Äußerung erschließe sich aus dem letzten Absatz des sechsten Artikels, in dem Dink schrieb: „Am Ende zeigt sich, dass die Türken sowohl das Gift als auch das Gegengift der armenischen Identität bilden. Die eigentliche Frage ist, ob sich die armenische Identität von den Türken befreien wird oder nicht.“ Daraus ergebe sich, so Şirin und Tatar, dass Dinks Aussage mit dem „giftigen Blut“ „nicht auf das Türkentum oder die Türken“ gezielt habe, „sondern auf das durch die Ereignisse um 1915 entstandene, falsche Verständnis der Armenier“. Sie gingen auch darauf ein, dass mit dem Urteil der fatale Eindruck entstehe, dass Dinks Meinungsäußerung, die „Ereignisse von 1915“ als Völkermord zu klassifizieren (siehe Völkermord an den Armeniern), unter Strafe gestellt werde.
Entgegen dem Rat einer juristischen Sachverständigenkommission wurde Dink im Oktober 2005 von der 2. Strafkammer zu Şişli zu einer Freiheitsstrafe von sechs Monaten verurteilt, deren Vollstreckung das Gericht zur Bewährung aussetzte. Im Mai 2006 wies der 9. Strafsenat des Kassationshofes den Revisionsantrag zurück. Schließlich wurde auch der von der Generalstaatsanwaltschaft beim Kassationshof eingelegte Einspruch im Juli 2006 vom Großen Strafsenat abgelehnt. Mit der Verurteilung erhielten die Angriffe auf Hrant Dink offiziellen Rückhalt, resümierte die NZZ. Dink zog nach der Urteilsverkündung im Oktober 2006 vor den Europäischen Gerichtshof für Menschenrechte, vor einer Entscheidung wurde er jedoch ermordet. In seinem letzten Artikel in der Zeitung „Agos“ beschrieb Dink, wie er von „bestimmten Kräften“ zur Zielscheibe gemacht und seine Äußerungen instrumentalisiert worden seien, und beklagte u. a., dass Personen wie der bekennende Nationalist und Rechtsanwalt Kemal Kerinçsiz ihn ständig mit neuen Prozessen überzögen, die Justiz in der Türkei nicht unabhängig sei und er mit Drohbriefen übersät werde. Drei weitere Verfahren waren bei seinem Tod noch anhängig, unter anderem weil er geschrieben hatte, dass der Völkermord an den Armeniern im Osmanischen Reich dazu geführt habe, „dass ein Volk, das 4000 Jahre auf diesem Boden gelebt hat, ausgemerzt worden ist“.

## Ermordung

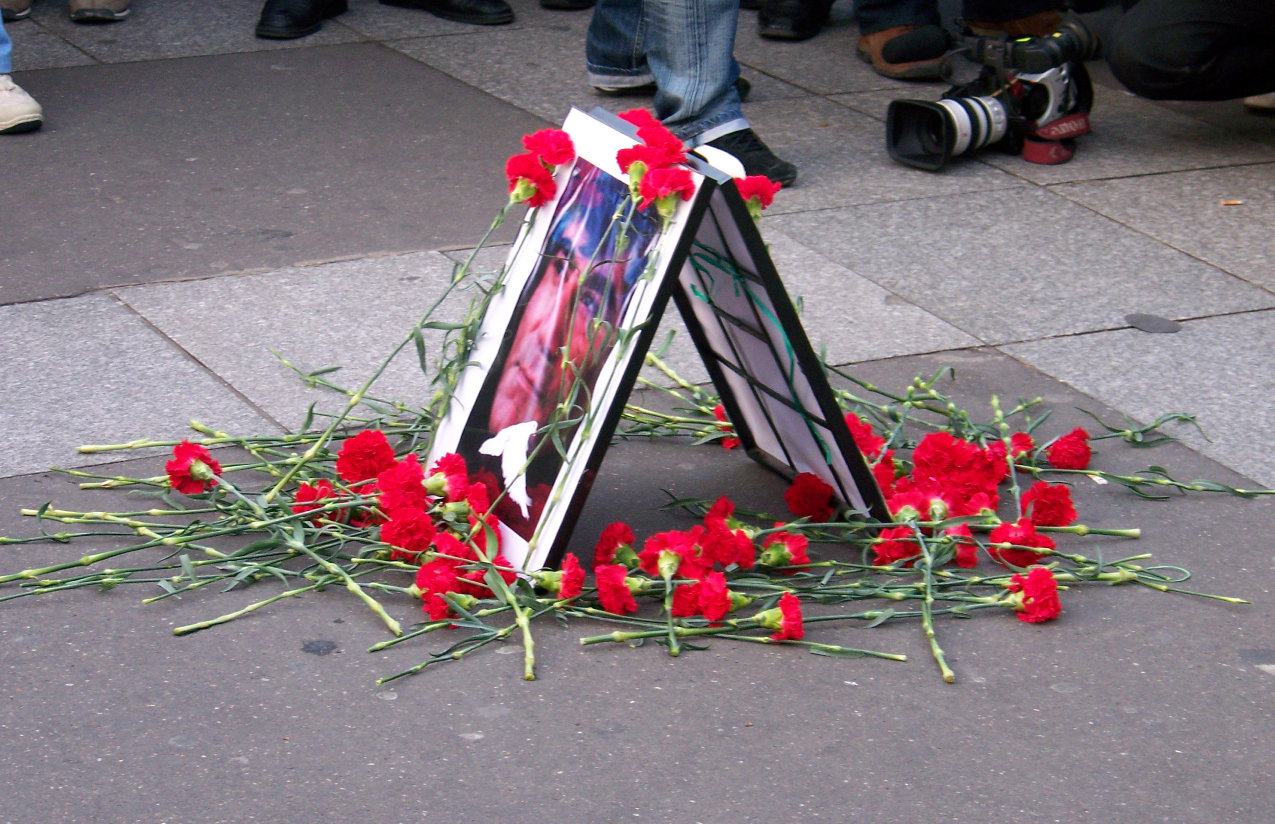
Rote Nelken am Tatort

Am 19. Januar 2007 wurde Hrant Dink in Istanbul vor dem Verlagshaus der Agos erschossen. Dem Augenzeugen Muharrem Gözütok zufolge rief der Täter beim Weglaufen: „Ich habe den Ungläubigen erschossen.“

### Festnahmen und Hintergrund
Der 16-jährige Ogün Samast wurde als mutmaßlicher Täter in Samsun gefasst, mit ihm wurden zehn weitere Verdächtige festgenommen. Samasts Vater hatte seinen Sohn auf einem veröffentlichten Überwachungsvideo erkannt und der Polizei einen Hinweis gegeben. Ministerpräsident Erdoğan bestätigte die Festnahme des Täters.
Ogün Samast gestand die Tat und zeigte keine Reue. CNN Türk zitierte ihn mit den Worten: „Ich habe ihn nach dem Freitagsgebet erschossen. Ich bedaure es nicht.“ Als Motiv für seine Tat gab er an, sein Opfer habe das türkische Volk beleidigt. „Ich habe im Internet gelesen, dass er gesagt hat: ‚Ich bin aus der Türkei, aber türkisches Blut ist schmutzig‘“, erklärte der geständige Täter.
Samast stammt aus der türkischen Stadt Trabzon und galt als arbeitslos. In den beiden Wochen vor dem Attentat soll er fünfmal mit einer Privatfluggesellschaft nach Istanbul geflogen sein. In Trabzon war knapp ein Jahr zuvor der katholische Priester Andrea Santoro ermordet worden, ebenfalls von einem 16-jährigen Jugendlichen. Die türkische Polizei untersuchte mögliche Verbindungen zwischen den Morden an Dink und an Santoro.
Im Hinblick auf die Minderjährigkeit beider Attentäter sagte der Präsident der Istanbuler Anwaltskammer, Kazım Kolcuoğlu, dass in der Türkei Minderjährige für Morde benutzt würden, weil sie geringere Strafen als Volljährige erhielten.
Laut der türkischen Zeitung Hürriyet gab der nationalistische Extremist Yasin Hayal zu, Ogün Samast eine Pistole und Geld beschafft zu haben. Hayal war bereits wegen eines Anschlags auf ein McDonald’s-Restaurant im Jahr 2004 zu elf Monaten Haft verurteilt worden.
Der damalige Innenminister Abdülkadir Aksu gab nach einem Kondolenzbesuch bei der Witwe Hrant Dinks, Rakel Dink, bekannt, dass die wichtigsten Hintermänner des Attentats festgenommen worden seien.
Ogün Samast wurde am 25. Januar 2007 im Gefängnis des Istanbuler Stadtteils Bayrampaşa inhaftiert. Laut seinem Anwalt Levent Yıldırım hatte sein Klient keine Kontakte zu terroristischen Organisationen. Er betonte jedoch, dass Samast beeinflusst worden sei. Yıldırım zufolge hatte Samast, entgegen Berichten in Zeitungen, die Tat bedauert.

### Reaktionen im Inland

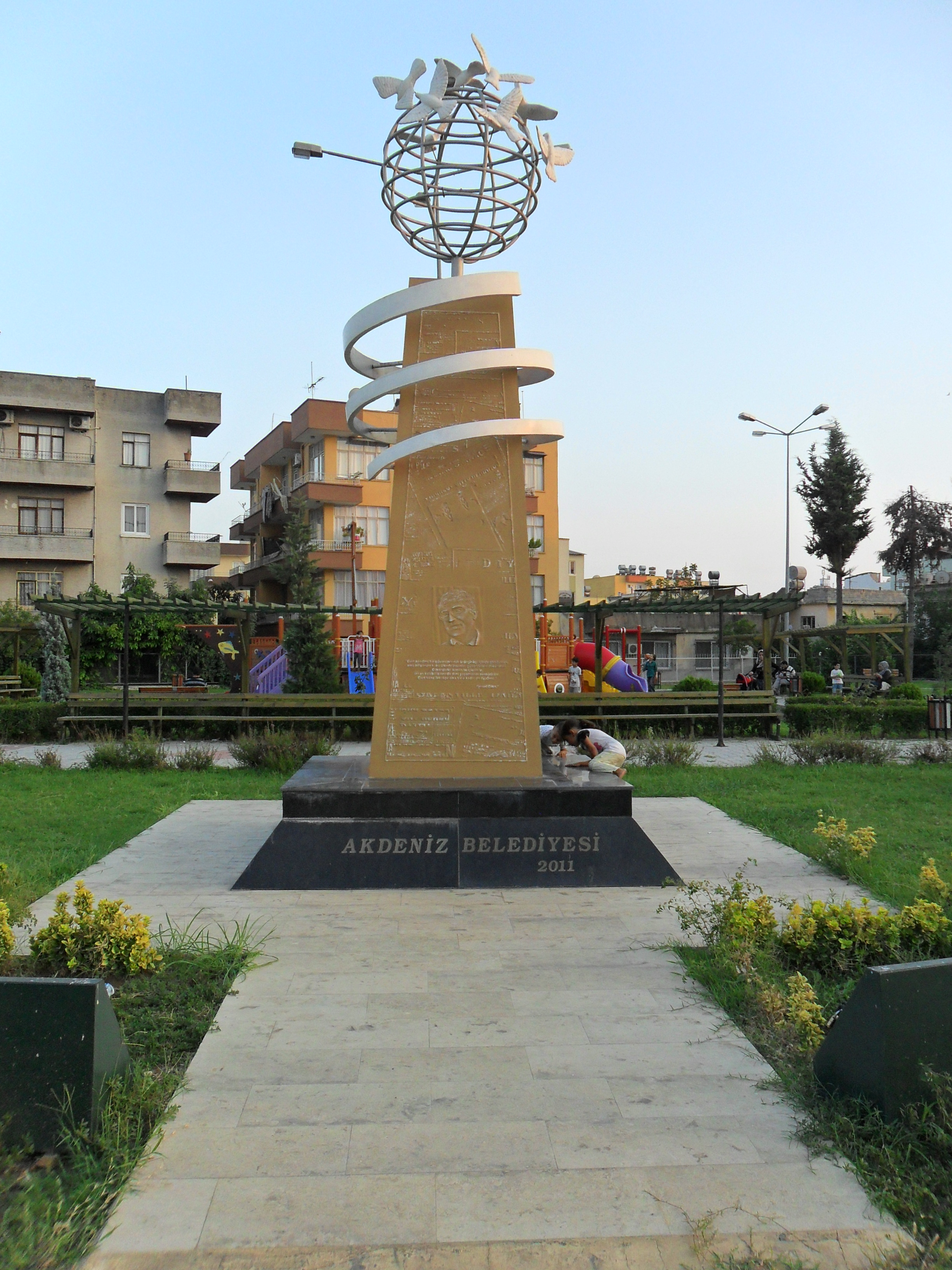
Dink gewidmete Skulptur im „Hrant-Dink-Park“ in Akdeniz

Der türkische Ministerpräsident Erdoğan verurteilte den Anschlag als „abscheuliches Verbrechen“. An der Beerdigung nahm er jedoch nicht teil, obwohl er den Mord an Hrant Dink zuvor mit „Schüssen auf die Türkei“ umschrieben hatte. Er ließ sich entschuldigen, da er einen Autobahntunnel zu eröffnen hatte. Auch der türkische Präsident Ahmet Necdet Sezer zeigte sich entsetzt über den Anschlag auf Dink, nahm aber ebenfalls nicht an der Beerdigung teil. Tausende Türken protestierten am Abend des 19. Januar 2007 bei spontanen Kundgebungen in Istanbul und Ankara gegen den Mord. Immer wieder skandierten die Sprechchöre mit „Wir sind alle Hrant Dink, wir sind alle Armenier“. Nach seinem Tod wurde kritisiert, dass Dink trotz objektiver Anhaltspunkte für seine Gefährdung keinen Personenschutz erhalten habe.
Den acht Kilometer langen Beerdigungszug mit dem Sarg Hrant Dinks begleiteten etwa hunderttausend Menschen, während aus mobilen Lautsprechern das Lied Sarı Gelin (Die blonde Braut) spielte. Das Lied, welches sowohl auf Türkisch als auch auf Armenisch gesungen wird, erzählt die Geschichte eines türkisch-muslimischen Jungen und eines armenisch-christlichen Mädchens, die trotz ihrer großen Liebe nicht zueinander finden und nicht heiraten dürfen.
Die türkische Medienlandschaft bezog geschlossen Stellung im Fall des ermordeten Hrant Dink. So schrieb die auflagenstärkste Tageszeitung Hürriyet, der Mörder habe die türkische Nation verraten und titelte in ihrer Online-Ausgabe: „Die Türkei hat ihr eigenes Kind begraben“, die liberale Milliyet schrieb „Die Menschen haben Hrant Dink bei der Beerdigung nicht alleingelassen“ sowie „Hrant Dink ist die Türkei“, die Sabah bezeichnete die Ermordung des Journalisten als den „größten Verrat an der Türkei“, und die links-nationale Cumhuriyet titelte: „Schüsse auf die Türkei!“. In einer groß angelegten Umfrage der Online-Ausgabe der Tageszeitung Hürriyet einige Tage nach dem Mord an Dink, ob der Slogan „Wir sind alle Armenier“ gerechtfertigt sei, bei der nach Angaben der Zeitung 463.063 Leser teilnahmen, entschieden sich 52,2 % der Leser dagegen, 47 % dafür und 0,8 % gaben an sich nicht mit dem Thema zu beschäftigen.
Der türkische Literaturnobelpreis-Träger Orhan Pamuk machte die türkische Regierung für den Mord mitverantwortlich. Bei einem Beileidsbesuch bei Dinks Familie wies er auf die Lynch-Mentalität in der Türkei hin. Dink sei wegen der Äußerungen zum Völkermord an den Armeniern zum Staatsfeind und zur Zielscheibe erklärt worden.
Wie viele andere Intellektuelle in der Türkei forderte Pamuk die Abschaffung des „Türkentum“-Artikels des türkischen Strafgesetzbuches.
Türkische Polizisten posierten nach der Festnahme des mutmaßlichen Mörders von Hrant Dink mit dem Verdächtigen für Fotos und ein Video. Auf den Bildern steht er vor einem Plakat mit der Nationalflagge, auf der Worte des Staatsgründers Mustafa Kemal Atatürk zu lesen sind: „Das Land der Nation ist heilig. Es darf nicht dem Schicksal überlassen werden.“ Auf dem Video ist eine Stimme zu hören, die fragt, ob der Spruch nicht direkt über den Kopf des Mordverdächtigen platziert werden könne. Die Staatsanwaltschaft ermittelte wegen „Verherrlichung einer Straftat und eines Straftäters“. Auch die türkische Presse, z. B. die Zeitung Sabah, zeigte sich darüber empört.

### Reaktionen im Ausland
Die Frankfurter Rundschau stellte die offiziellen Beileidsbekundungen in den Zusammenhang der als problematisch empfundenen Minderheitenpolitik der Türkei: „Massenproteste kann Erdogan im Wahljahr 2007 nicht brauchen. Mit markigen Worten verurteilte er deshalb den Mord: Die Schüsse auf Dink ‚galten uns allen‘. Den toten Hrant Dink überhäuft die Regierung mit Solidaritätsbekundungen. Aber warum schwieg sie zu Hasskampagnen und Gerichtsverfahren gegen Dink, als dieser noch lebte? Auch in den Medien werden Krokodilstränen vergossen. Manche Blätter, die den Mord an Dink jetzt als ‚Verrat an der Türkei’ geißeln, brandmarkten den Unbequemen zu dessen Lebzeiten als Verräter.“
Die armenische Zeitung „Arawot“ (Արավոտ, zu Deutsch „Morgen“) schrieb: „Durch seine Tätigkeit bewies Hrant Dink eine sehr wichtige Sache: Man kann sowohl der armenischen Nation als auch dem türkischen Staat treu sein, und zwar ohne widersprüchlich zu handeln. Für Dink war die Anerkennung des Völkermordes an den Armeniern nicht nur die Anerkennung der historischen Wahrheit, sondern auch jener Weg, der es ermöglichen würde, die Türkei in einen moderneren, zivilisierteren, ‚europäischeren‘ Staat zu verwandeln. Leider wehrt sich dieser Staat in Form seiner Eliten und Amtsträger mit allen Mitteln dagegen. Im Nachbarland ist eine Atmosphäre voller Rassismus und Intoleranz geschaffen worden, deren Opfer der armenische Journalist wurde. Und die Verantwortung für diese Atmosphäre trägt in erster Linie der türkische Staatsapparat.“ (Anmerkung: Eine wesentliche Rechtfertigung für die Verfolgung der Armenier im Diskurs der Leugner des Völkermordes lautet, dass die Armenier Handlanger ausländischer, imperialistischer Mächte gewesen seien.)
Der damalige Abgeordnete des Europäischen Parlaments Cem Özdemir schrieb in einem Nachruf: „Hrant Dink war einer der großen Intellektuellen der Türkei, ein überzeugter Demokrat, der sich für die Rechte von Minderheiten ebenso einsetzte wie für eine andere Erinnerungskultur seines Heimatlandes.“

### Trauerfeier und Beisetzung
Am Sonntag nach dem Attentat wurden weltweit in armenischen Kirchen Gedenkgottesdienste für Hrant Dink gehalten. Die Trauerfeier zelebrierte der armenisch-orthodoxe Patriarch Mesrop II. Mutafyan in der Kirche Meryem Ana (Heilige Maria) in Kumkapı. In seiner Predigt rief der armenisch-orthodoxe Patriarch in armenischer und türkischer Sprache zu einem ehrlichen Dialog zwischen den Volksgruppen auf und erbat Gottes Segen für die Türkei. Nach der Trauerfeier begleiteten mehr als 100.000 Menschen den Leichenwagen über die Unkapanı-Brücke zum armenischen Friedhof Balıklı in Zeytinburnu, Istanbul. Rakel Dink, die Witwe des Ermordeten, verlas einen Brief an ihren Mann, in dem sie ihrer Gewissheit Ausdruck verlieh, ihren Mann im Himmel wiederzusehen. Dabei wurde deutlich, dass Dink zur christlichen Minderheit in der Türkei gehört hatte. An der von den Fernsehsendern CNN und NTV übertragenen Trauerfeier nahmen mehrere Minister der türkischen Regierung teil.
40 Tage nach dem Mord fand der traditionelle Gottesdienstes zur Ehre des Toten in der Kirche zur Heiligen Maria im europäischen Teil Istanbuls statt. Auch an dieser Feier nahm neben Dinks Angehörigen auch Patriarch Mesrob II., der seit einiger Zeit Todesdrohungen erhält, teil. Dabei hat ein Unbekannter mehrere Schüsse in die Luft abgegeben.

### Prozess und Urteile
Ein halbes Jahr nach der Ermordung Dinks begann am 2. Juli 2007 in Istanbul der Prozess gegen die mutmaßlichen Täter. Das Verfahren fand unter Ausschluss der Öffentlichkeit statt, weil der Hauptangeklagte, Ogün Samast, noch nicht volljährig war. Die Staatsanwaltschaft forderte für ihn 24 Jahre Haft, die Höchststrafe nach türkischem Jugendrecht. Zwei mutmaßliche Hintermänner der Tat, die volljährigen Erhan Tuncel und Yasin Hayal, sollen nach dem Willen der Anklage lebenslange Freiheitsstrafen verbüßen. Ihnen wird unter anderem die Mitgliedschaft in einer terroristischen Vereinigung vorgeworfen. Insgesamt müssen sich 18 Personen vor Gericht verantworten. Die Anwältin der Familie Dink, Fethiye Çetin, kritisierte dennoch am ersten Tag des Verfahrens, dass nicht alle Verantwortlichen angeklagt worden seien. Nach einer Information der Anwältin waren Videoaufzeichnungen aus den Überwachungskameras am Tatort verschwunden. Vor dem Gerichtsgebäude versammelten sich bei Prozessbeginn 1000 Menschen, darunter die Witwe Dinks, um gegen Faschismus und Nationalismus zu demonstrieren.
Am 1. Oktober 2007 fand die zweite Verhandlung statt. Der Angeklagte Ogün Samast sagte aus, dass er von Yasin Hayal gezwungen worden sei und die Tat bereue. Er habe nicht gewusst, dass Dink eine Familie habe. Hätte er dies gewusst, hätte er die Tat nicht begangen.
Im Juli 2011 wurde Ogün Samast für schuldig befunden, Hrant Dink am 19. Januar 2007 ermordet zu haben. Der Täter wurde nach Artikel 82 des türkischen Strafgesetzbuches zu einer Haftstrafe von 22 Jahren und zehn Monaten verurteilt.
Bis Januar 2012 standen zwei weitere Männer als Helfer von Samast vor Gericht. Der Rechtsnationalist Yasin Hayal wurde wegen Mordes zu einer lebenslangen Haftstrafe verurteilt, aber gleichzeitig vom Vorwurf der Mitgliedschaft in einer terroristischen Vereinigung freigesprochen. Ein früherer Spitzel für die Polizei wurde vom Vorwurf der Beihilfe zum Mord an Dink freigesprochen, erhielt jedoch für eine vor dem Mord begangene Straftat eine Haftstrafe von fast elf Jahren.
Der türkische Journalist Oral Çalışlar berichtete am 19. Januar 2016, dem 9. Todestag von Hrant Dink, in einem Zeitungsartikel unter dem Titel Hrant'ın ölümüne karar veren merkez... („Die Zentrale, die Hrants Ermordung beschlossen hat“), es gebe eine Reihe von Indizien dafür, dass die Ermordung von Hrant Dink unter der Aufsicht von Beamten des Geheimdienstes der Jandarma stattgefunden habe. Die bekannten Namen dieses Täterkreises seien jedoch nicht in der neuen Anklageschrift zu finden.

## Werk
Die Wochenzeitung Agos hat keine hohe Auflage, wird aber in der Türkei viel beachtet. Die Zeitung berichtet beispielsweise über Enteignungen, Diskriminierungen und Gesetze, die sich gegen Presse- und Meinungsfreiheit richten, und über die Schikanierung der christlichen Minderheit durch die türkische Bürokratie. Sie kritisierte, dass es in der kemalistischen und säkularen Türkei noch nie einen hochrangigen nicht-muslimischen Beamten oder Offizier gegeben hat. Nur an Universitäten könnten Mitglieder der Minderheiten im Staatsdienst Karriere machen.
Auch der Völkermord an den Armeniern ist ein Thema in Agos. Hrant Dink hielt Debatten über Zahlen – ob damals „nur“ 300.000 oder 1,5 Millionen Armenier starben – sowie über den Begriff „Völkermord“ für weniger wichtig. Wer auf dem Begriff „Genozid“ beharre, wolle keine Lösung. Für die Armenier sei nur entscheidend, dass die Auslöschung der Armenier auf dem Gebiet der heutigen Türkei als historische Tatsache anerkannt werde. Dink lehnte Beschlüsse von Parlamenten bezüglich der Leugnung des Völkermords an den Armeniern ab. Den Entwurf zum französischen Gesetz zur Leugnung von Völkermorden bezeichnete er als „idiotisch“, weil dahinter dieselbe Mentalität stehe wie bei denen, die die freie Meinungsäußerung in der Türkei einschränken.
Im Verlag Hans Schiler erschien im Jahr 2008 eine Auswahl der Texte von Hrant Dink unter dem Titel Von der Saat der Worte, übersetzt von Günter Seufert. Im Jahr 2015 folgte eine erweiterte Neuausgabe.

## Ehrungen

### Auszeichnungen
Im Jahr 2005 erhielt Hrant Dink den Ayşe Nur Zarakolu Düşünce ve İfade Özgürlüğü Ödülü (Ayşe-Nur-Zarakolu-Gedanken- und Meinungsfreiheitspreis).
Am 12. Mai 2006 wurde Hrant Dink in Hamburg mit dem Henri-Nannen-Preis für seine Verdienste um die Pressefreiheit ausgezeichnet. Für seine Arbeit erhielt er am 24. November 2006 den mit 100.000 Kronen dotierten norwegischen Björnson-Preis und im Dezember 2006 in Den Haag (Niederlande) den Oxfam Pen Award.

### Postume Ehrungen

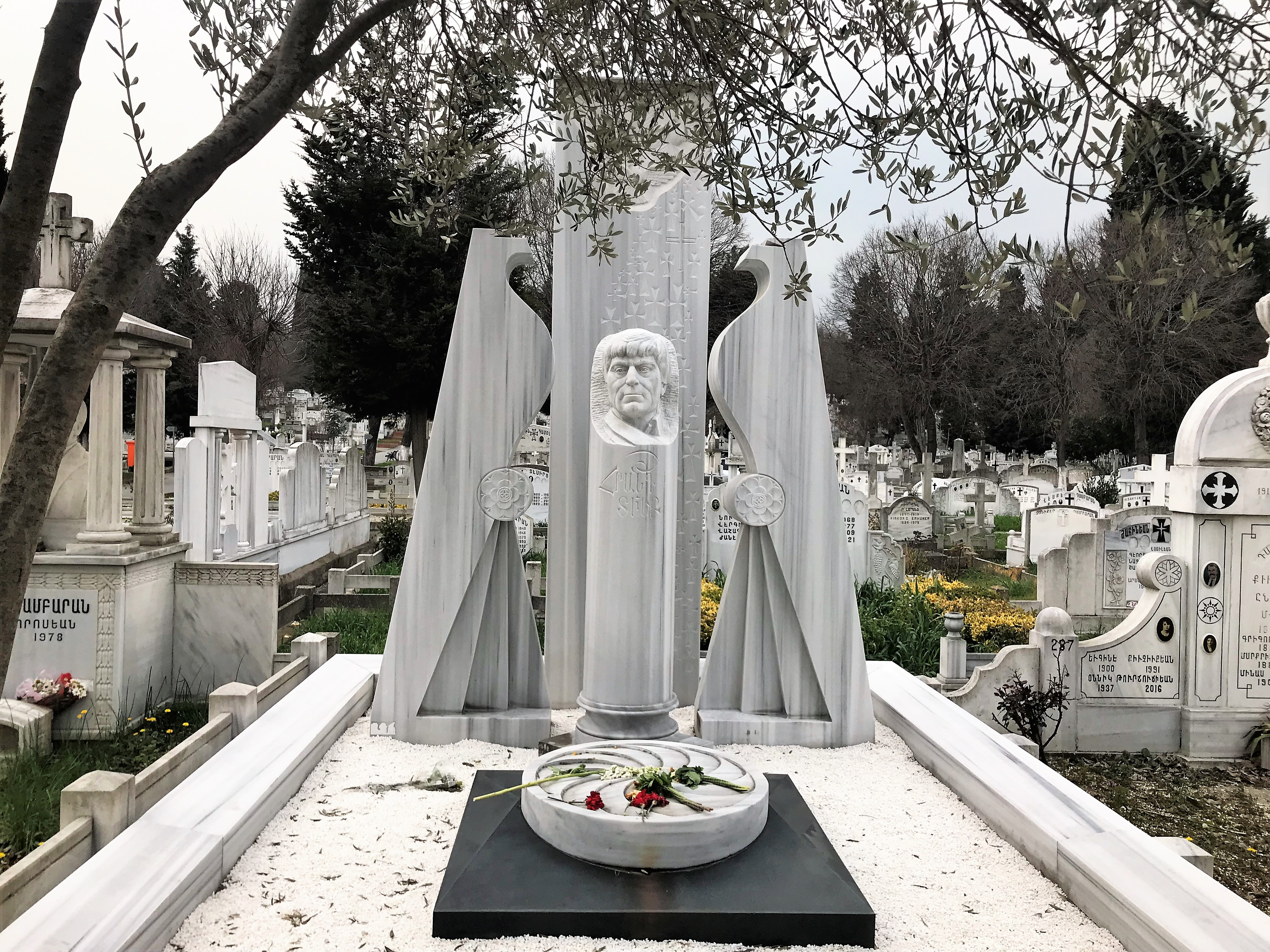
Hrant Dinks Mausoleum auf dem armenischen Friedhof von Balıklı, Istanbul

Postum erhielt Hrant Dink am 15. November 2007 – anlässlich des International Writers in Prison Day – für seinen Kampf um Meinungsfreiheit in der Türkei die Hermann-Kesten-Medaille, die vom P.E.N.-Zentrum Deutschland und dem Hessischen Ministerium für Wissenschaft und Kunst vergeben wird. Daniel Cohn-Bendit hielt die Laudatio. 2007 wurde Dink auch der Spezialpreis des Freedom to Publish Prize der Internationalen Verleger-Union postum verliehen.
In Wuppertal war am 2. April 2011 die Uraufführung eines dreisprachigen Oratoriums für den ermordeten Journalisten: Wie eine Taube / bir güvercin gibi / aghavnii me neman (deutsch, türkisch, armenisch). Der Text verbindet Worte von Hrant und Rakel Dink mit Zitaten aus Talmud, Bergpredigt und Koran sowie von west-östlichen Dichtern: Else Lasker-Schüler, Dschallaludin Rumi, Armin T. Wegner und Bertolt Brecht. Ulrich Klan schuf die Musik. Die Aufführung fand vor einem internationalen Publikum und Ehrengästen aus Istanbul und Armenien statt. Das Werk löste stehende Ovationen aus. In der ehemals von Hrant Dink herausgegebenen türkisch-armenischen Zeitung Agos erschien am 8. April eine positive Rezension über die Uraufführung. Das Oratorium ist mittlerweile auch auf DVD erhältlich.
2012 wurde der Johann-Philipp-Palm-Preis für Meinungs- und Pressefreiheit an Hrant Dink verliehen. Das Preisgeld soll der Stiftung des Schriftstellers zufließen.
Ein von Fatih Akin geplanter Kinofilm über Dink kam nicht zustande. Akin sagte, er habe keinen türkischen Hauptdarsteller finden können; die angefragten Schauspieler hätten das Drehbuch als „zu drastisch“ empfunden.

## Hrant-Dink-Stiftung
Noch im Jahr seiner Ermordung wurde die Hrant-Dink-Stiftung gegründet. Sie setzt sich zur Aufgabe, das Andenken an Hrant Dink zu wahren. Außerdem fördert sie Maßnahmen zur Steigerung des Respekts für kulturelle Differenzen, kämpft gegen Rassismus, Sexismus und andere Formen von Diskriminierung und Ausgrenzung und fördert Maßnahmen zur Chancengleichheit und Kreativität von Kindern und Jugendlichen. Seit 2009 veröffentlicht die Stiftung regelmäßig Berichte über Hassreden in den Medien.